# ОБО (футбольний клуб, Свердловськ)
Окружний будинок офіцерів (рос. Окружной дом офицеров) — колишній радянський футбольний клуб зі Свердловська, що існував з 1936 року. Представляв Уральський військовий округ.

### Історія назв
- 1936—1941: БЧА «Свердловськ»;
- 1946: БО «Свердловськ»;
- 1947: ОБО «Свердловськ»;
- 1948—1953: БО «Свердловськ»;
- 1954—1956: ОБО «Свердловськ»;
- 1957: ОСК «Свердловськ»;
- 1957—1959: СКВО «Свердловськ»;
- 1960—1991: СКА «Свердловськ»;
- 1991: СКА «Єкатеринбург».

## Досягнення
- Кубок РРФСР серед КФК
  - Володар: 1950
- Чемпіонат РРФСР серед КФК
  - Переможець: 1951
- Перша ліга СРСР
  - Переможець: 1955.